# Bourou (Zawara)
Pour les articles homonymes, voir Bourou.
Bourou est une commune rurale située dans le département de Zawara de la province de Sanguié dans la région du Centre-Ouest au Burkina Faso.